# Lineární kód
Lineární kód je v teorii kódování typem blokového kódu používaným metodami pro detekci a opravu chyb. Lineární kódy umožňují realizaci efektivnějších algoritmů pro kódování a dekódování než jiné kódy.

## Formální definice
Lineární kód délky n a stupně k je lineární podprostor dimenze k vektorového prostoru {\displaystyle \mathbb {F} _{q}^{n}}, kde {\displaystyle \mathbb {F} _{q}} je konečné těleso s q prvky. Je-li q = 2, respektive q = 3, daný kód se označuje jako binární kód, respektive ternární kód.
JINAK: Lineární kód je kód, kde lineární kombinace dvou nebo i více kódových slov je opět kódové slovo;

## Vlastnosti
Jakožto lineární podprostor vektorového prostoru {\displaystyle \mathbb {F} _{q}^{n}} může být kód C zcela reprezentován lineárním obalem minimální množiny kódových slov – neboli báze daného vektorového prostoru. Kódová slova této báze bývají obvykle uspořádána do řádků matice G, označované jako generující matice kódu C. Matice G je ve standardním tvaru, platí-li G = (Ik | A), kde Ik je jednotková matice k × k a A je libovolná matice k × (n − k).
Matice {\displaystyle H:\mathbb {F} _{q}^{n}\to \mathbb {F} _{q}^{n-k}}, jejímž jádrem je C, se nazývá kontrolní matice kódu C. Má-li kód C generující matici G = (Ik | A), pak jeho kontrolní matice odpovídá H = (-At | In-k).
Z definice podprostoru také vyplývá, že minimální Hammingova vzdálenost d mezi libovolným kódovým slovem c0 a jinými kódovými slovy c ≠ c0 je konstantní. Jelikož je rozdíl dvou kódových slov c − c0 z kódu C opět kódovým slovem (tedy prvkem podprostoru C) a zároveň platí d(c, c0) = d(c − c0, 0), je možné vyvodit následující:
{\displaystyle \min _{c\in C,\ c\neq c_{0}}d(c,c_{0})=\min _{c\in C,c\neq c_{0}}d(c-c_{0},0)=\min _{c\in C,c\neq 0}d(c,0)=d.}

## Obvyklé značení
Pro různé druhy kódů se obecně používá písmeno C. Lineární kód délky n, dimenze k (tzn. s k kódovými slovy v bázi, nebo také s k řádky generující matice) a s Hammingovou vzdáleností d se označuje jako kód [n, k, d] (nebo přesněji [n, k, d]q).

## Příklady
Příklady některých lineárních kódů:
- Opakovací kód
- Paritní kód
- Cyklický kód
- Hammingův kód
- Golayův kód
- Polynomiální kód (např. BCH kód)
- Reedovy–Solomonovy kódy
- Reedův-Mullerův kód
- Goppův kód